# Хезлвуд, Ли
Ба́ртон Ли Хе́злвуд (англ. Barton Lee Hazlewood; 9 июля 1929, Мэннфорд, Оклахома, США — 4 августа 2007, Хендерсон, Невада, США) — американский певец, музыкант, автор песен и продюсер.

## Карьера
Демобилизовавшись из армии, Хезлвуд начал работать диджеем в Финиксе, штат Аризона, а также развивал собственные способности в создании и продюсировании песен. Его первым успехом стала песня «Дурак» (The Fool), записанная в 1956г рокабилли-исполнителем Сэнфордом Кларком, добравшаяся до первой/второй десятки в нескольких национальных чартах. Но главной удачей стало партнерство с Дуэйн Эдди, одним из пионеров электрогитары, совместно с которым были созданы такие инструментальные хиты, как «Peter Gunn», «Boss Guitar», «Forty Miles of Bad Road», «Shazam!», «Rebel-'Rouser» и «(Dance With The) Guitar Man». Успех первых дисков Эдди — во многом заслуга Ли, как соавтора и продюсера. Хезлвуд уделял много внимания звучанию музыки, занимался звукоинженерией. Во времена, когда звуковые эффекты не были широко доступны, Хезлвуд пытался добиться эффектов с помощью эха в пустых помещениях. Так, например, для записи Moovin' 'N' Groovin' Дуэйна Эдди Хезлвуд купил цистерну для перевозки воды, которую они использовали как эхо-камеру.
Впоследствии он создал свой саунд, который иногда описывают как «Ковбойская психоделия» (англ. Cowboy Psychedelia) или «Сладкий андерграунд» (англ. Saccharine Underground).
Наибольшую известность он приобрел, вероятно, в середине 60х, благодаря сотрудничеству с Нэнси Синатрой (дочерью Фрэнка Синатры). В 1966 он написал и спродюсировал для неё U.S./UK хит № 1 , «These Boots Are Made for Walkin'» и «Summer Wine». Им написаны также «How Does That Grab Ya, Darlin'», «Friday’s Child», "So Long, Babe, «Sugar Town» и много других её песен. Очень известен их совместный дуэт 1967 года «Some Velvet Morning». Эта песня, а также «Jackson», были показаны на телевизионном шоу Movin' With Nancy. Ранее, в том же году, Ли был продюсером главного совместного хита Фрэнка и Нэнси «Somethin' Stupid». Кроме того Ли был композитором в фильмах, в которых участвовало семейство Синатра — шпионском «The Last of the Secret Agents», 1966 года, в котором играла Нэнси, и детективном с участием Фрэнка, Tony Rome, 1967 года.
Ли Хезлвуда можно назвать одним из харизматических реформаторов современной музыки. Среди многочисленных музыкантов, записавших кавер-версии на песни Хезлвуда, абсолютно разные, как независимые, так и коммерческие исполнители — Scooter, Ник Кейв, Einstürzende Neubauten, Робби Уильямс, Джессика Симпсон, Демис Руссос, KMFDM, Megadeth и многие другие.
В 1970-х годах творческая карьера Хезлвуда пошла на спад. В конце 1990-х годов он вернулся на сцену, снова объединившись с Нэнси Синатрой.
В 2005 году Ли Хезлвуду был поставлен диагноз — рак. После этого он успел записать и выпустить в 2006 году свой последний альбом Cake or Death. В следующем году Хезлвуд умер от гипернефроидного рака почек.

## Дискография
- 1963 Trouble Is a Lonesome Town
- 1964 N.S.V.I.P.
- 1965 Friday’s Child
- 1966 The Very Special World Of Lee Hazlewood
- 1967 Lee Hazlewoodism It’s Cause and Cure
- 1968 Nancy and Lee (совместно с Нэнси Синатрой)
- 1968 Something Special
- 1968 Love and Other Crimes
- 1969 The Cowboy and the Lady (совместно с Ann Margret)
- 1969 Forty
- 1970 Cowboy in Sweden
- 1971 Requiem for an Almost Lady
- 1972 Nancy and Lee Again (совместно с Нэнси Синатрой)
- 1972 13
- 1973 I’ll Be Your Baby Tonight
- 1973 Poet Fool Or Bum
- 1974 The Stockholm Kid Live At Berns
- 1975 A House Safe For Tigers
- 1976 20th Century Lee
- 1977 Movin' On
- 1977 Back On The Street Again
- 1993 Gypsies & Indians (совместно с Anna Hanski)
- 1999 Farmisht, Flatulence, Origami, ARF!!! & Me…
- 2002 For Every Solution There’s a Problem
- 2002 For Every Problem There’s a Solution (диск с интервью)
- 2002 Bootleg Dreams & Counterfeit Demos
- 2003 Lycanthrope Tour/Europe 2002
- 2004 Nancy & Lee 3 (совместно с Нэнси Синатрой)
- 2006 Lee Hazlewood & das erste Lied des Tages (совместно с немецким музыкантом Bela B. из группы Die Ärzte)
- 2006 Cake or Death